# 텍사스줄무늬도마뱀붙이
텍사스줄무늬도마뱀붙이(Coleonyx brevis)는 텍사스 밴디드 게코(Texas banded gecko)라고도 부르며, 멕시코 북부, 미국 남서부에 토착하는 소형 도마뱀붙이류의 일종이다.

## 형태
텍사스줄무늬는 지면에 서식하는 작은 도마뱀이며, 몸길이가 10cm를 넘어가는 일이 드물다. 노랑, 분홍, 갈색 줄무늬가 몸뚱이를 번갈아 가로지르며, 보통 줄무늬 가장자리는 검은 테두리가 있으며, 때때로 검은 반점이 섞여있다. 유체와 아성체는 줄무늬만 나있으며, 성체가 되면서 반점이 섞인다.

## 분포
미국의 텍사스주 서부, 뉴멕시코주 남동부, 멕시코의 치와와주, 코아우일라주, 누에보레온주, 두랑고주에 분포한다. 반건조 서식지를 선호하며, 보통 바위더미나 계곡의 틈새에 서식한다.

## 습성
주로 야행성, 육식성이며, 거의 모든 종류의 작은 절지동물을 먹는다. 소리지를 수 있으며, 때때로 뀍뀍대는 소리를 발하는데, 보통 붙잡혔을 때나 사람이 손으로 만질 때 소리지른다. 늦은 봄에 번식하며, 한두 개의 알을 낳는데, 개체의 크기 치고 굉장히 크다.

## 사육
텍사스줄무늬도마뱀붙이는 흔히 사육되지는 않지만, 크기가 작고 온순하여 사육하기에 적합하다. 특별히 멸종 위기에 처해있지는 않다.